# Юсупова, Мартай
Марта́й Юсупова (1920, аул № 8, Верненский уезд, Семиреченская область, Туркестанский край, Российская империя — неизвестно, Джамбулская область, Казахская ССР) — старший чабан совхоза имени Абая Чуйского района Джамбулской области, Казахская ССР. Герой Социалистического Труда (1966).

## Биография
Родилась в 1920 году в семье потомственного животновода в ауле № 8 Верненского уезда.
С раннего возраста помогала своим родителям в животноводстве. С 1947 года самостоятельно трудилась чабаном в совхозе имени Абая Чуйского района. Позднее была назначена старшим чабаном. Член КПСС.
Ежегодно показывала высокие трудовые результаты в овцеводстве. Применяла передовые зоотехнические методы, в результате чего в её отаре значительно повысился приплод и настриг шерсти. В 1964 году вырастила в среднем по 142 ягнёнка от каждой сотни овцематок и настригла с каждой овцы в среднем по 3,2 килограмма шерсти, в 1965 году — в среднем по 139 ягнёнка от каждой сотни овцематок и 3,5 килограмма шерсти, в 1966 — в среднем по 151 ягнёнку от каждой сотни овцематок и 4 килограмма шерсти. В 1965 году её отара принесла прибыли 15,7 тысяч рублей. Указом Президиума Верховного Совета СССР от 22 марта 1966 года удостоен звания Героя Социалистического Труда за «достигнутые успехи в развитии животноводства и заготовок мяса, молока, яиц, шерсти и другой продукции» с вручением ордена Ленина и золотой медали «Серп и Молот» (№ 11264).
В последующие годы продолжала демонстрировать высокие трудовые результаты. По итогам Восьмой пятилетки (1966—1970) была награждена Орденом Октябрьской Революции.
Избиралась членом Джамбулского обкома Компартии Казахстана и депутатом местного сельсовета.
После выхода на пенсию проживала в Джамбулской области (предположительно в селе Абай Шуского района, где находится улица Мартай Юсуповой). Дата смерти не установлена.
Награды
- Герой Социалистического Труда
- Орден Ленина
- Орден «Знак Почёта» (18.02.1964)
- Орден Октябрьской Революции (08.04.1971)